# Fritz Ramien
Friedrich (Fritz) Karl Ernst Ramien (* 24. September 1883 in Saarburg (Lothringen); † 6. März 1965 in Frankfurt am Main) war ein deutscher Jurist. Er war von 1933 bis 1945 Bürgermeister der Stadt Wolfenbüttel.

## Leben
Fritz Ramien wurde 1883 im lothringischen Saarburg als Sohn des Postdirektors Carl Ramien (1845–1930) und dessen Ehefrau Henriette, geb. Conrad (1848–1892), geboren. Er besuchte in Euskirchen und ab 1894 in Berlin die Schule. Hier legte er 1902 das Abitur ab und studierte anschließend Rechtswissenschaft. Ramien bestand 1906 und 1910 die beiden juristischen Examina und war nachfolgend als Gerichtsassessor und von 1912 bis 1915 als Rechtsanwalt in Berlin tätig. Ab 1915 nahm er am Ersten Weltkrieg als Mitglied des Potsdamer Garde-Jäger-Bataillons teil, wurde verwundet, zum Reserveleutnant befördert und mit dem Eisernen Kreuz ausgezeichnet. Ramien stand auch nach Kriegsende bis Januar 1922 im Heeres- bzw. Reichswehrdienst, und zwar als Staatsanwalt beim Kriegsgericht und dann beim Sondergericht des Gruppenkommandos I in Berlin.
Im Jahr 1922 heiratete er Maria Wilking, mit der er zwei Söhne bekam. Eine Beschäftigung des rechtsgerichteten Ramien im Preußischen Innenministerium lehnte Reichsinnenminister Erich Koch-Weser 1921 ab. Ramien war ab Februar 1923 als Regierungsrat in der Reichsfinanzverwaltung tätig, zunächst beim Finanzamt in Meseritz (Grenzmark Posen-Westpreußen) und ab 1930 auf eigenen Wunsch beim Finanzamt Wolfenbüttel, wo er stellvertretender Leiter wurde.
Ramien trat zum 1. September 1932 in die erstarkende NSDAP ein (Mitgliedsnummer 1.283.812), was seine Wahl zum Bürgermeister von Wolfenbüttel am 21. September 1933 begünstigte. Er war von Ministerpräsident Dietrich Klagges und Minister Friedrich Alpers als Bürgermeisterkandidat vorgeschlagen worden, obwohl ihm jegliche kommunalpolitische Erfahrung fehlte. Das Amt übte Ramien vom 1. November 1933 bis zu seiner Absetzung durch die US-Amerikaner am 18. April 1945 aus. Während seiner Amtszeit hatte Ramien wiederholt Streitigkeiten mit NS-Funktionären, insbesondere mit dem Braunschweigischen Ministerpräsidenten Dietrich Klagges, auszutragen. Im Januar 1939 forderte Bürgermeister Ramien die verbliebenen Mitglieder der jüdischen Gemeinde auf, die Reste der in der Reichspogromnacht am 9. November ausgebrannten Synagoge selbst abzureißen, da Einsturzgefahr bestehe.
Am 11. April 1945 übergab Ramien die weitgehend unzerstörte Stadt kampflos den amerikanischen Streitkräften. Er wurde am 18. April von Captain Manning abgesetzt und befand sich vom 2. Mai 1945 bis zum 15. Oktober 1947 in Internierungshaft im Lager Staumühle in der Senne bei Paderborn. Im Entnazifizierungsverfahren wurde er in die Kategorie IV als Mitläufer eingestuft.
Nach seiner Entlassung lebte Fritz Ramien noch einige Jahre in Wolfenbüttel. Er zog 1951 nach Frankfurt am Main, wo er am 6. März 1965 im Alter von 81 Jahren starb.